# Az első merénylet
Az első merénylet egy korai Pokolgép-dalokat tartalmazó nagylemez, amely 2000-ben jelent meg. Az ötlet, hogy a magyar heavy metal egyik legmeghatározóbb zenekarának kezdeti korszakában keletkezett dalai - amelyek az akkori rendszer ellenszenve miatt nem jelenhettek meg nagylemezen - kiadásra kerüljenek, a Hammer Records kiadó és Paksi Endre agyából pattant ki. Felkeresték a Pokolgép eredeti énekesét, Kalapács Józsefet, és az előtte évben újraszerveződött Ossian két tagjával felvették azokat a dalokat, amelyek a leginkább jellemezték a Pokolgép 1980-1986 közötti korszakát. A lemez turnéján Kalapács korábbi zenésztársa, az egykori Omen gitáros Sárközi Lajos és barátai álltak színpadra a magyar fémzene legendás hangjával. Ez vezetett a Kalapács zenekar megalakulásához.
A lemezen hallható dalok többsége nem volt ismeretlen a fanatikus Pokolgép rajongóknak. A Maszk és a Sátán című dalok alkották a zenekar legelső hivatalos kiadványát, egy 1985-ben megjelent kislemezt. Egy korábbi válogatáson már megjelent a Heavy metal című daluk is. Egy-egy dal, mint a Sebességláz vagy az Állj fel! gyakori részei voltak a klasszikus Pokolgép koncertjeinek a '80-as évek végén. A Cirkusz és rács és A bűn című számok hallhatóak voltak az 1995-ös Az utolsó merénylet című, a zenekar búcsúkoncertjén rögzített lemezen. Maga a lemez is innen kapta a nevét.2010-ben a lemezt újravették a Kalapács zenekar tagságával, a zenekar 10 éves jubileumi boxában kapott helyet.

## Az album dalai
1. Gyilkológép - 4:13
2. Sebességláz - 3:03
3. Maszk - 3:06
4. Káin - 3:21
5. Heavy metal - 4:16
6. Cirkusz és rács - 4:46
7. A bűn - 2:53
8. Gladiátorok - 3:12
9. Átkozottak - 3:31
10. Állj fel! - 2:59
11. Sátán - 5:35

## Közreműködők
- Kalapács József - ének
- Rubcsics Richárd - gitár, basszusgitár
- Hornyák Péter - dob
- Paksi Endre - szövegek, ének az Átkozottak című dalban

A 2010-es újrakiadás zenészei:
- Kalapács József - ének
- Beloberk Zsolt - dob
- Beloberk István - basszusgitár, vokál
- Sárközi Lajos - gitár
- Weisz László  - gitár, vokál
- Paksi Endre - szövegek, ének az Átkozottak című dalban

- Hangmérnök: Kaleta Csaba
- Zenei rendező: Paksi Endre
- Produkciós vezető: Hartmann Kristóf
- Borítóterv: Cselőtei László